# 538 км (Рубцовський район)
538 км (рос. 538 км) — селище у складі Рубцовського району Алтайського краю, Росія. Входить до складу Веселоярської сільської ради.

## Населення
Населення — 19 осіб (2010; 23 у 2002).
Національний склад (станом на 2002 рік):
- росіяни — 100 %